# Христофор Філалет
Христофо́р Філале́т (лат. Christophor Philaleth, пол. Chrystofor Filalet, Krzysztof Broński; жив у 2-й пол. 16 ст. і, очевидно, на поч 17 ст.) — польський письменник-полеміст з Волині, вихованець Острозької академії, філософ. Відомий як автор полемічного твору «Апокрисис» (1597), спрямованого проти Берестейської церковної унії 1596 року, папства.
За здогадами деяких дослідників під псевдонімом Філалет (грец. φιλαλήτος — той, що любить істину) писав Мартин Броневський, перекручено Христофор (Кшиштоф) Броньський (пол. Krzysztof Broński) — королівський секретар, поляк-протестант під личиною православного русина, відомий письменник і хроніст, син Прокопа Броневского, одного з діячів Чеських братів із Великопольщі).
Перші відомості про нього зустрічаються у матеріалах Торунського синоду 1595 р. З 1595 Філалет діє як представник князя Костянтина-Василя Острозького у відносинах з протестантами.

## Апокрисис
Повна назва твору: ΑΠΟΚΡΙΣΙΣ, abo odpowiedź na xiążki o Synodzie Brzeskim imieniem ludzi starożytney religiey Greckiey, przez Christophora Philaletha w porywczą dana. Виданий польською, а 1598 р. — староукраїнською мовами.
Праця «Апокризис» вийшла 1597—98 рр., спочатку польською мовою в аріанській друкарні О. Родецького, а пізніше українською мовою (Острог, 1698—1699).
Автор твору підкреслював, що унія призвела не до згоди, а до дальшого загострення суспільних суперечностей у Речі Посполитій, до гоніння проти руського (українського) і білоруського народів. Що ж до світських порядків Речі Посполитої, політики Сігізмунда ІІІ, магнатів і шляхти, Ф. був дуже обережний. Водночас він нагадував, що при дальших утисках може ще ширше, ніж за часів С.Наливайка, розлитися народне повстання.
Христофор Філалет який висуває ідею обмеженої монархії і вважає, що відносини між монархом і народом мають ґрунтуватися на законах і добровільній згоді. Рішуче виступаючи проти соціального і релігійного гноблення українського народу польськими магнатами, Христофор Філалет відстоює соціальні свободи і зокрема, свободу совісті. На його думку, влада монарха зовсім не стосується душі, влада монарха не абсолютна, і стосовно «тіла» людини, тобто в земних, світських суспільно-державних справах, монарх не має права вершити свавілля, беззаконня над народом, відносини між монархом і народом будуються на законах і добровільній згоді. Звичайно ж, соціально-політичні погляди Христофора Філалета містять ідею суспільного договору і природних прав, обмеження влади монарха законом.
І. Я. Франко вважав «Апокрисис» значним явищем у давній українській літературі.

## Виноски
1. ↑  Deutsche Nationalbibliothek Record #119332507 // Gemeinsame Normdatei — 2012—2016.
2. ↑  LIBRIS — Королівська бібліотека Швеції.
3. ↑  Чеська національна авторитетна база даних
4. ↑  opac.vatlib.it
5. ↑  Pseudonimy i kryptonimy polskie [Архівовано 20 грудня 2014 у Wayback Machine.].
6. ↑  Острозька академія — XVII століття. Енциклопедія / Ред. колегія: І. Пасічник, П. Кралюк, А. Атаманенко та ін. Національний університет «Острозька академія». — Острог : Видавництво Національного університету «Острозька академія», 2011. — іл. — С..
7. ↑  Ігор Шевченко. Україна між Сходом і Заходом. Нарис 10. [Архівовано 3 червня 2011 у Wayback Machine.]